# Codex Vaticanus 354
Codex Vaticanus, designado por S ou 028 (Gregory-Aland), ε 1027 (von Soden), antigamente foi chamado de Codex Guelpherbytanus, é um manuscrito grego dos quatro Evangelhos o qual pode ser datado o ano específio em vez de um calibre estimado. O cólofom do codex lista a data como 949 d.C (no fólio 234 verso). Esse manuscrito é um dos quatro mais antigos manuscritos do Novo Testamento datado dessa maneira, e o único uncial datado.

## Ver também

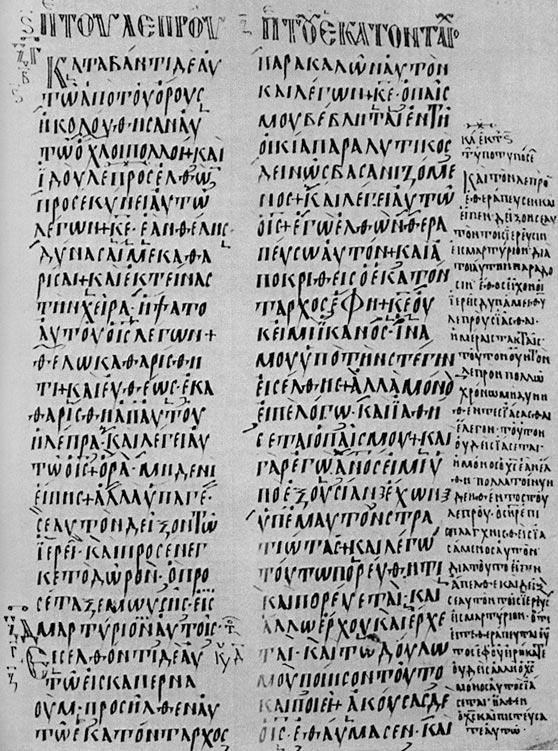
Evangelho de Mateus 8,1-10 em Vaticanus 354

## Descoberta
Contém 235 folhas (36 x 24 cm) dos quatro evangelhos, e foi escrito com duas colunas por página, contendo 27 linhas cada.

## Literatura
- Giovanni Mercati, "Un frammento delle Ipotiposi di Clemente Alessandrino" (Studi e testi, 12; Rome, 1904).
- Bruce M. Metzger, "Manuscripts of the Greek Bible: An Introduction to Greek Paleography", Oxford University Press, New York - Oxford, 1991, p. 110.
- Edward Maunde Thompson, An introduction to Greek and Latin palaeography, Clarendon Press: Oxford 1912, p. 215.